# Les Misérables (film 1917)
Les Misérables è un film muto del 1917 diretto da Frank Lloyd e tratto dall'omonimo romanzo di Victor Hugo.

## Trama
Il galeotto Jean Valjean viene rilasciato dopo diciannove anni di prigione, ma si rende conto che la libertà condizionata gli rende impossibile ricostruirsi una nuova vita. Dopo l'incontro con il vescovo di Digne, Valjean cambia vita e usa l'argento donatogli dal prelato per rifarsi una nuova vita sotto falso nome. Tuttavia, l'ispettore Javert è sulle sue tracce...